# Turpinia subsessilifolia
Turpinia subsessilifolia là một loài thực vật có hoa trong họ Staphyleaceae. Loài này được C.Y. Wu miêu tả khoa học đầu tiên năm 1979.